# Naima Wifstrand
Siri Naima Matilda Wifstrand (født 4. september 1890 i Stockholm, død 23. oktober 1968 samme sted) var en svensk skuespillerinde, der medvirkede i mere end 55 film mellem 1927 og 1968.

## Udvalgt filmografi
- Madame besøker Oslo (1927)
- Kungsgatan (1943)
- En ugift mor (1944)
- Dydens apostel (1945)
- Tykke Thors husassistent (1946)
- De glade gøglere (1946)
- Krybskytten fra storskoven (1947)
- To kvinder (1947)
- Nattevagtens hustru (1947)
- Folket i dalen (1947)
- Musik i mørket (1948)
- Stærke viljer (1948)
- Hvor er min kone? (1949)
- Tørst (1949)
- Singoalla (1949)
- Kæreste til leje (1950, ukrediteret)
- Ørnedalen (1951)
- Mens kvinder venter (1952, ukrediteret)
- Storbondens datter (1953)
- Frie fugle (1953)
- Danse-Salonen (1955)
- Sommernattens smil (1955)
- Ved vejs ende (1957)
- Ansigtet (1958)
- Myten (1966)
- Natteleg (1966)
- Ulvetimen (1968)